# Branderslev Sogn
Branderslev Sogn er et sogn i Lolland Vestre Provsti (Lolland-Falsters Stift).
I 1800-tallet var Branderslev Sogn anneks til Sankt Nikolai Sogn i Nakskov Købstad. Branderslev Sogn hørte til Lollands Nørre Herred i Maribo Amt, som købstaden også hørte til geografisk. Branderslev sognekommune blev ved kommunalreformen i 1970 indlemmet i Nakskov Kommune, der ved strukturreformen i 2007 indgik i Lolland Kommune.
I Branderslev Sogn ligger Branderslev Kirke.
I sognet findes følgende autoriserede stednavne:
- Adamsgave (landbrugsejendom)
- Branderslev (bebyggelse, ejerlav)
- Branderslevvig (bebyggelse)
- Hellenæs (bebyggelse, ejerlav, landbrugsejendom)
- Holmegård (landbrugsejendom)
- Kristiansdal (ejerlav, landbrugsejendom)
- Nakskov Ladegård (ejerlav, landbrugsejendom)
- Sandvadet (bebyggelse)
- Uglemose (bebyggelse)
- Vennershåb (landbrugsejendom)